# Kirkeby (Svendborg)
Kirkeby is een plaats in de Deense regio Zuid-Denemarken, gemeente Svendborg. De plaats telt 606 inwoners (2008).